# 伊凡·德拉奇

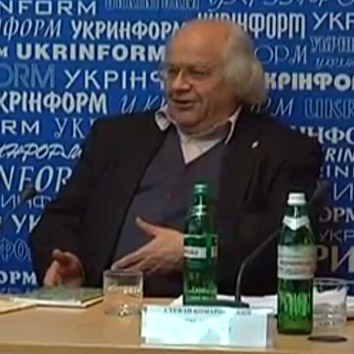
伊凡·德拉奇

伊凡·费多罗维奇·德拉奇（烏克蘭語：Іва́н Фе́дорович Драч，1936年10月17日—2018年6月19日）乌克兰诗人、剧作家、文学评论家和政治家。他于1986年切尔诺贝利事件后开始提及乌克兰大饥荒，是当时苏联国内最早开始谈论这一事件的人。1989年，他在政治组织乌克兰人民运动的建立上发挥重要作用。